# Rakita (Babušnica)
Rakita (cirill betűkkel Ракита) egy falu Szerbiában, a Piroti körzetben, a Babušnicai községben.

## Népesség
- 1948-ban 846 lakosa volt.
- 1953-ban 784 lakosa volt.
- 1961-ben 837 lakosa volt.
- 1971-ben 626 lakosa volt.
- 1981-ben 578 lakosa volt.
- 1991-ben 455 lakosa volt
- 2002-ben 340 lakosa volt,[1] akik közül 153 szerb (45%), 84 bolgár (24,7%), 1 bosnyák, 1 horvát és 1 ismeretlen.[2]